# Viktorovka (ort)
Viktorovka (ryska: Викторовка, kazakiska: Taranovskoe) är en ort i Kazakstan.   Den ligger i oblystet Qostanaj, i den nordvästra delen av landet, 600 km väster om huvudstaden Astana. Viktorovka ligger 168 meter över havet och antalet invånare är 3 130.
Terrängen runt Viktorovka är huvudsakligen platt. Viktorovka ligger nere i en dal. Runt Viktorovka är det mycket glesbefolkat, med 6 invånare per kvadratkilometer. Närmaste större samhälle är Tobol, 15,9 km söder om Viktorovka. Trakten runt Viktorovka består i huvudsak av gräsmarker.